# Antonia Locatelli
Antonia Locatelli (Fuipiano Valle Imagna, 16 novembre 1937 – Nyamata, 10 marzo 1992) è stata una religiosa italiana missionaria in Ruanda nella congregazione svizzera delle suore ospedaliere di Santa Marta.

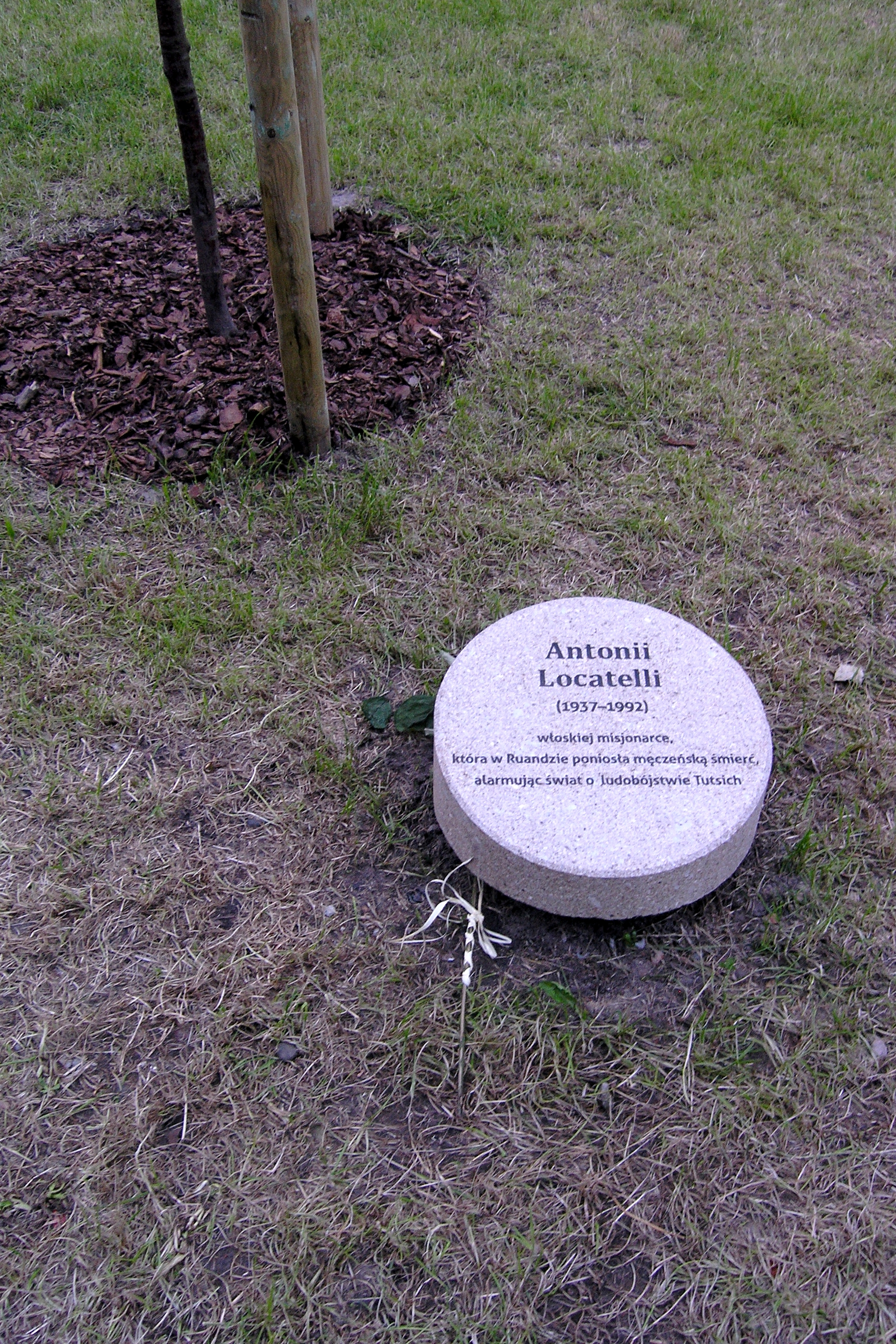
Il cippo che commemora Antonia Locatelli nel Giardino dei Giusti di Varsavia

Viveva nella città di Nyamata, a sud di Kigali, quando nel marzo del 1992 fu sorpresa dai massacri perpetrati dagli estremisti hutu ai danni di tutsi. Suor Antonia diede l'allarme per telefono all'ambasciata belga e spiegò alla RFI e alla BBC ciò che avveniva sotto i suoi occhi. L'indomani fu assassinata da un commando proveniente da Kigali.
Le spoglie di Antonia Locatelli riposano accanto a una chiesa di Nyamata.